# Tardáguila
Tardáguila és un municipi de la província de Salamanca a la comunitat autònoma de Castella i Lleó. Limita al Nord-oest amb Topas, al Nord-est amb Aldeanueva de Figueroa, al Sud-est amb Arcediano, al Sud amb Negrilla de Palencia, al Sud-oest amb Palencia de Negrilla i a l'Oest amb Torreperales (Negrilla de Palencia).

## Demografia
| 1991 | 1996 | 2001 | 2004 |
| ---- | ---- | ---- | ---- |
| 282  | 271  | 238  | 232  |